# Kinaza hidroksimetilglutaril-KoA reduktaze NADPH
Kinaza hidroksimetilglutaril-KoA reduktaze NADPH (EC 2.7.11.31, AMPK, AMP-aktivirana proteinska kinaza, HMG-KoA reduktazna kinaza, beta-hidroksi-beta-metilglutaril-KoA reduktazna kinaza, (hidroksimetilglutaril-KoA reduktaza (NADPH2)) kinaza, 3-hidroksi-3-metilglutaril koenzim A reduktazna kinaza, 3-hidroksi-3-metilglutaril-KoA reduktazna kinaza, hidroksimetilglutaril koenzim A reduktazna kinaza, hidroksimetilglutaril koenzim A reduktazna kinaza (fosforilacija), hidroksimetilglutaril-KoA reduktazna kinaza, reduktazna kinaza, STK29) je enzim sa sistematskim imenom ATP:(hidroksimetilglutaril-KoA reduktaza (NADPH)) fosfotransferaza. Ovaj enzim katalizuje sledeću hemijsku reakciju
ATP + [hidroksimetilglutaril-KoA reduktaza ()] {\displaystyle \rightleftharpoons } ADP + [hidroksimetilglutaril-KoA reduktaza ()] fosfat
Ovaj enzim aktivira AMP.

## Literatura
- Nicholas C. Price; Lewis Stevens (1999). Fundamentals of Enzymology: The Cell and Molecular Biology of Catalytic Proteins (Third изд.). USA: Oxford University Press. ISBN 019850229X.
- Eric J. Toone (2006). Advances in Enzymology and Related Areas of Molecular Biology, Protein Evolution (Volume 75 изд.). Wiley-Interscience. ISBN 0471205036.
- Branden C; Tooze J. Introduction to Protein Structure. New York, NY: Garland Publishing. ISBN 0-8153-2305-0.
- Irwin H. Segel. Enzyme Kinetics: Behavior and Analysis of Rapid Equilibrium and Steady-State Enzyme Systems (Book 44 изд.). Wiley Classics Library. ISBN 0471303097.

## Spoljašnje veze
- (hydroxymethylglutaryl-CoA+reductase+(NADPH))+kinase на 